# Pic d'Estaragne
Le pic d'Estaragne est un sommet des Pyrénées françaises.

## Géographie

### Topographie
Il est situé dans le département des Hautes-Pyrénées dans le massif du Néouvielle, près de Saint-Lary-Soulan dans le parc national des Pyrénées, et près de la réserve naturelle nationale du Néouvielle.

## Voies d'accès
Au moins deux voies d'accès, assez faciles en été, sont envisageables :
- par l'est : cette voie, la plus courte, consiste à partir du grand virage de la D 929, au niveau du pont passant sur le ruisseau d'Estaragne, puis à remonter le vallon et bifurquer vers le sud avant le col d'Estaragne ;
- par le nord : depuis le lac de Cap de Long par le vallon de la montagne de Cap de Long.